# كلية العلوم (جامعة دمشق)
كلية العلوم بجامعة دمشق هي إحدى كليات جامعة دمشق تقع في منطقة البرامكة قرب مبنى وكالة سانا.
حيث تأسست كلية العلوم في جامعة دمشق عام 1946م لتكون أول مؤسسة للتعليم العالي والبحث العلمي في مجالات العلوم الأساسية (الرياضيات، علم الأحياء، الكيمياء، الفيزياء)

## نظم التدريس
- نظام سنوي بدورتين امتحانيتين.
- ثم تحول في 5 أيلول 1951 إلى نظام الشهادات حينما صدر المرسوم 1403، الذي نظم تكوين كلية العلوم من ستة أقسام هي:

1. قسم الرياضيات
2. قسم الفيزياء
3. قسم الكيمياء
4. قسم علم الحيوان
5. قسم علم النبات
6. قسم الجيولوجيا

جُعل مدة الدراسة فيها أربع سنوات تمنح في نهايتها درجة الإجازة (الليسانس) في الاختصاصات التالية:
1. الإجازة في العلوم الرياضية
2. الإجازة في العلوم الفيزيائية
3. الإجازة في العلوم الطبيعية
4. ذلك بالإضافة إلى الصف الإعدادي لفروع كلية الطب الذي كان يدرس الفيزياء والكيمياء والعلوم الحيوية (نبات، حيوان). وفي عامي (1959-1960) و (1961- 1962)، تم فصل قسمي طب الأسنان والصيدلة ليصبح كل منهما كلية قائمة بذاتها، وغدا في كلية العلوم ثلاثة صفوف إعدادية للطب البشري والصيدلة وطب الأسنان.

- نظام المجموعات، حين صدرت اللائحة التنفيذية لقانون تنظيم الجامعات لعام 1958- 1959، وفي عام 1966 أعيد النظر في نظام الكلية، فصدر المرسوم رقم 1508 بتاريخ 19 أيلول 1969، الذي اعتمد دراسة الطالب سنة تحضيرية يتلوها ثلاث سنوات يدرس فيها (11-13) شهادة دراسية عالية في العلوم الرياضية أو العلوم الفيزيائية أو العلوم الكيميائية أو العلوم الجيولوجية أو العلوم الطبيعية.
- في عام 1982 أعيد النظر مرة أخرى في نظام كلية العلوم وطبق النظام الفصلي، بصدور اللائحة التنفيذية التي نص عليها المرسوم 2059 لعام 1982.

ثم صدرت اللائحة الداخلية لكليات العلوم في سورية بالقرار الوزاري رقم 246 تاريخ 21 آب 2000، وفي بداية العام الدراسي 2002-2003، تم تعديل اللائحة الداخلية لكليات العلوم بالقرار الوزاري 186 تاريخ 25 آب 2002، الذي نظم الدراسة في كليات العلوم في سورية، وتم من خلالها إحداث قسم الإحصاء الرياضي في كلية العلوم في جامعة دمشق.

## الكادر التعليمي
في السبعينيات من القرن الماضي بادرت القيادة السياسية إلى الإيفاد المكثف للمؤهلين لنيل درجة دكتوراه في البلاد الأجنبية المتاحة، وتحقق لكلية العلوم في جامعة دمشق توسع نوعي في عدد العاملين من حملة الدكتوراه في كافة اختصاصات أقسامها.
كما تنامي جهاز الهيئة الفنية الذي أوجده المرسوم 137 تاريخ 14/9/1967، لمؤازرة أعضاء هيئة التدريس في الكليات العلمية كي يخفف عنهم أعباء الإشراف على الجلسات العلمية ويساعدهم في القيام بالأبحاث العلمية. فقد فاق عدد أفراد هذه الهيئة الفنية في كلية العلوم الخمسين في ربع القرن الماضي في حين لم يتجاوز عددهم السبعة في عام 1970.

### عمداء الكلية
| اسم عميد الكلية   | الفترة الزمنية |
| ----------------- | -------------- |
| توفيق المنجد      | 1946-1948      |
| رفيق الفرا        | 1948-1949      |
| توفيق المنجد      | 1949-1953      |
| وجيه القدسي       | 1953-1957      |
| عبد الحليم سويدان | 1957-1958      |
| نادر النابلسي     | 1957-1960      |
| بشار حزي          | 1960-1964      |
| وفائي حقي         | 1964-1966      |
| طاهر تربدار       | 1966-1968      |
| محمد أبو حراب     | 1968-1970      |
| يوسف الخوري       | 1970-1974      |
| محي الدين عيسى    | 1974-1978      |
| غدير زيزفون       | 1978-1980      |
| محمد أبو حراب     | 1980-1984      |
| توفيق قسام        | 1984-1985      |
| دياب أبو خرمة     | 1985-1989      |
| عبد الجبار الضحاك | 1989-1990      |
| غدير زيزفون       | 1990-1994      |
| زياد قطب          | 1994-1997      |
| محمد صبح          | 1997-2000      |
| عبد الجبار الضحاك | 2000-2001      |
| محمد سعيد محاسنة  | 2001-2003      |
| يحيى قدسي         | 2003-2004      |
| جمال أبو ديب      | 2004-2005      |
| ابتسام حمد        | 2005-2007      |

### أعضاء الهيئة التدريسية في قسم الكيمياء
| الاسم والنسبة       | المرتبة الجامعية | الشهادة العلمية                          | الاختصاص العام والدقيق                          | مصدرها    | تاريخ نيلها | تاريخ التعيين في المرتبة الحالية |
| ------------------- | ---------------- | ---------------------------------------- | ----------------------------------------------- | --------- | ----------- | -------------------------------- |
| عبد المجيد شيخ حسين | أستاذ            | دكتوراه في الكيمياء التحليلية            | الامتصاص الذري                                  | بريطانيا  | 1969        | 6/3/1980                         |
| أحمد مالو           | أستاذ            | دكتوراه في الكيمياء الحيوية              | بيوكيمياء الأوكسين                              | روسيا     | 1972        | 23/11/1982                       |
| محمد علي المنجد     | أستاذ            | دكتوراه في العلوم الكيميائية التطبيقية - | كيمياء الألياف النسيجية والصباغة                | التشيك    | 1973        | 20/3/1983                        |
| هيفاء العظمة        | أستاذ            | دكتوراه في الكيمياء العضوية الحيوية      | حموض نووية                                      | روسيا     | 1975        | 21/8/1985                        |
| محمود الناجي        | أستاذ            | دكتوراه في الكيمياء الفيزيائية           | - تعدين                                         | روسيا     | 1974        | 1/10/1985                        |
| يحيى القدسي         | أستاذ            | دكتوراه في الكيمياء العضوية              | - تحليل طيفي واصطناع كيميائي                    | فرنسا     | 1975        | 26/10/1985                       |
| عصام القلق          | أستاذ            | دكتوراه في الكيمياء التحليلية            | -                                               | روسيا     | 1975        | 22/4/1986                        |
| محمد شهير هاشم      | أستاذ            | دكتوراه في كيمياء الأصبغة والنسيج        | -                                               | مصر       | 1975        | 4/6/1986                         |
| عبد المجيد البلخي   | أستاذ            | دكتوراه في الكيمياء اللاعضوية -          | تعدين                                           | فرنسا     | 1977        | 12/5/1988                        |
| عدنان شحادة         | أستاذ            | دكتوراه في الكيمياء العضوية-             | مركبات الفوسفور                                 | روسيا     | 1977        | 4/10/1988                        |
| فايز فلوح           | أستاذ            | دكتوراه في الكيمياء العضوية              | آلية التفاعلات والنواتج الطبية                  | فرنسا     | 1978        | 5/1/1989                         |
| فواز الديري         | أستاذ            | دكتوراه في الكيمياء الفيزيائية           | ريولوجيا المواد البلاستيكية                     | فرنسا     | 1978        | 21/1/1989                        |
| علي الأريك غوتوق    | أستاذ            | دكتوراه في الكيمياء الفيزيائية           | أشباه النواقل                                   | روسيا     | 1979        | 19/12/1990                       |
| محمد حسان الكردي    | أستاذ            | دكتوراه في الكيمياء العضوية-             | آليات التفاعل                                   | ألمانيا   | 1988        | 13/7/1999                        |
| أحمد الحمصي         | أستاذ            | دكتوراه في الكيمياء العضوية              | سلفنة المركبات العضوية                          | فرنسا     | 1978        | 3/6/2003                         |
| ملك الجبة           | أستاذة           | دكتوراه في الكيمياء الفيزيائية اللاعضوية | معقدات                                          | فرنسا     | 1990        | 4/7/2005                         |
| جمال محفوض          | أستاذ مساعد      | دكتوراه في الكيمياء التحليلية            | تفاعلات السلفنة                                 | ألمانيا   | 1988        | 29/8/1995                        |
| منال الحموي         | أستاذ مساعد      | دكتوراه في كيمياء الصناعات العضوية       | المواد الفعالة سطحيا                            | ألمانيا   | 1990        | 10/5/1998                        |
| سامح حمو            | أستاذ مساعد      | دكتوراه في الكيمياء العضوية              | الاصطناع والتفاعلات الكيميائية للمركبات الحلقية | بيلاروسيا | 1992        | 11/6/1998                        |
| عبد القادر الأزرق   | أستاذ مساعد      | دكتوراه في الكيمياء التحليلية            | الخواص التحليلية لبعض المركبات العضوية          | روسيا     | 1991        | 12/8/1998                        |
| ايمان البكري        | أستاذ مساعد      | دكتوراه في التكنولوجية الصناعية          | التقطير                                         | روسيا     | 1990        | 3/5/1999                         |
| عدنان ديب           | أستاذ مساعد      | دكتوراه في الكيمياء العضوية              | اصطناع مركبات عضوية حلقية غير متجانسة           | روسيا     | 1992        | 8/5/1999                         |
| باسلة ابراهيم       | أستاذ مساعد      | دكتوراه في كيمياء السيللوز-              | تحسين السيللوز حراريا                           | روسيا     | 1991        | 15/8/1999                        |
| عبدو عبد الوهاب     | أستاذ مساعد      | دكتوراه في الكيمياء العضوية الفيزيائية   | المركبات الفورانية                              | روسيا     | 1993        | 25/9/1999                        |
| أحمد فلاح           | أستاذ مساعد      | دكتوراه في الكيمياء الفيزيائية-          | الطنين الالكتروني                               | روسيا     | 1993        | 25/9/1999                        |
| جمال حمدو           | أستاذ مساعد      | دكتوراه في الكيمياء التحليليلة -         | معقدات                                          | روسيا     | 1994        | 9/10/1999                        |
| لمياء معمولي        | أستاذ مساعد      | دكتوراه في الصناعات العضوية              | امتصاص المركبات العضوية على السيليكات           | ألمانيا   | 1989        | 14/5/2000                        |
| فرانسوا قره بيت     | أستاذ مساعد      | دكتوراه في الصناعات البتروكيميائية       | أكسدة البارافينات السلسلية والحلقية             | ألمانيا   | 1993        | 8/1/2001                         |
| محمد ماجد الصباغ    | أستاذ مساعد      | دكتوراه في الصناعات العضوية              | النسيج والأصبغة                                 | ألمانيا   | 1989        | 2/10/2001                        |
| نديم المهنا         | أستاذ مساعد      | دكتوراه في الكيمياء العضوية              | مشتقات البيرول                                  | بيلاروسيا | 1990        | 10/12/2002                       |
| باسل إبراهيم        | أستاذ مساعد      | دكتوراه في الكيمياء التحليلية            | طرق التحليل الحراري                             | روسيا     | 1991        | 11/12/2002                       |
| موفق محروقة         | أستاذ مساعد      | دكتوراه في الكيمياء التحليلية -          | تفاعلات التألق الكيميائي                        | روسيا     | 1991        | 5/5/1992                         |
| عدنان حبش           | مدرس             | دكتوراه في الكيمياء الفيزيائية           | ترموديناميك المحاليل والمزائج                   | ألمانيا   | 1989        | 27/1/1991                        |
| حسن الحسين          | مدرس             | دكتوراه في الكيمياء النووية              | – محاليل المركبات اللاعضوية                     | ألمانيا   | 1989        | 6 /8/1991                        |
| محمد جواد خبيز      | مدرس             | دكتوراه في الهندسة الحرارية -            | النقل الحراري بالحمل الحر                       | بولونيا   | 1993        | 28/12/1994                       |
| نجد موسى            | مدرس             | دكتوراه تلوث بيئة وأمن صناعي             | -                                               | روسيا     | 1994        | 29/6/1995                        |
| باهرة زهراء         | مدرس             | دكتوراه في التلوث البيئي                 | اصطناع مواد مضادة للفطور                        | ألمانيا   | 1994        | 25/9/1995                        |
| محمد عمار الصفدي    | مدرس             | دكتوراه في الكيمياء اللا عضوية ـ         | تفاعل المركبات القلوية مع الاتيرات التاجية      | روسيا     | 1995        | 29 /5/1997                       |
| محمد خالد الشيباني  | مدرس             | دكتوراه في الكيمياء الإشعاعية            | ـ تفاعلات التألق الكيميائي                      | ألمانيا   | 1996 1      | 6/4/1998                         |
| أيمن المصري         | مدرس             | دكتوراه في الكيمياء الفيزيائية –         | تآكل المعادن والفلزات في مصاهير الأملاح القلوية | مصر       | 2000        | 28/2/2001                        |
| سحر الحريري         | مدرس             | دكتوراه في الكيمياء العضوية              | ـ اصطناع البوليمرات                             | فرنسا     | 2002        | 5/11/2002                        |
| محمد مهاب مراد      | مدرس             | دكتوراه في الكيمياء التحليلية            | ـ فصل وتحسس الشوارد بالإيترات التاجية           | اليابان   | 2000        | 28/4/2003                        |
| ثناء الحداد         | مدرس             | دكتوراه في الكيمياء العضوية              | ـ أكسدة الفنولات والمركبتانات                   | روسيا     | 1997        | 26/7/2005                        |

### أعضاء الهيئة التدريسية في قسم الفيزياء
| الاسم والنسبة     | المرتبة الجامعية | الشهادة العلمية                         | الاختصاص العام والدقيق     | مصدرها   | تاريخ نيلها | تاريخ التعيين في المرتبة الحالية |
| ----------------- | ---------------- | --------------------------------------- | -------------------------- | -------- | ----------- | -------------------------------- |
| فوزي عوض          | أستاذ            | دكتوراه في العلوم الفيزيائية            | -درجات منخفضة              | بريطانيا | 1970        | 21/2/1981                        |
| فخري كتوت         | أستاذ            | دكتوراه في العلوم الفيزيائية والرياضية- | فيزياء الجسم الصلب.        | موسكو    | 1974        | 31 /7/1984                       |
| الياس أبو عسلي    | أستاذ            | دكتوراه في العلوم الفيزيائية والرياضية- | فيزياء بلازما              | موسكو    | 1973        | 19/9/1984                        |
| محمد سعيد محاسنة  | أستاذ            | دكتوراه في العلوم الفيزيائية والرياضية- | الجسم الصلب                | لينغراد  | 1975        | 1/3/1986                         |
| محمد الكوسا       | أستاذ            | دكتوراه في العلوم الفيزيائية            | -أشعة الليزر (هولوغرافيا)  | فرنسا    | 1978        | 18/7/2005                        |
| محمد عبد الحفيظ   | أستاذ مساعد      | دكتوراه في العلوم الفيزيائية            | -الناقلية الفائقة          | روسيا    | 1992        | 19/6/1999                        |
| سهام طرابيشي      | أستاذ مساعد      | دكتوراه في العلوم الفيزيائية-           | الطاقة الشمسية             | فرنسا    | 1990        | 2/8/2000                         |
| حسان كاملة        | أستاذ مساعد      | دكتوراه في العلوم الفيزيائية            | -الجسم الصلب               | ألمانيا  | 1990        | 9/2/2000                         |
| عصام الجغامي      | أستاذ مساعد      | دكتوراه في العلوم الفيزيائية-           | فيزياء ذرية والأطياف       | بلاروسيا | 1991        | 9/5/2001                         |
| كنج الشوفي        | أستاذ مساعد      | دكتوراه في العلوم الفيزيائية-           | فيزياء أنصاف النواقل       | اوكرانيا | 1994        | 9/5/2001                         |
| ماجدة نحيلي       | أستاذ مساعد      | دكتوراه في العلوم الفيزيائية-           | تقنية نووية                | روسيا    | 1992        | 29/5/2005                        |
| سقراط البعاج      | أستاذ مساعد      | دكتوراه في العلوم الفيزيائية-           | طاقة عالية                 | بخارست   | 1989        | 2005                             |
| بيداء الأشقر      | أستاذ مساعد      | دكتوراه في الفيزياء النووية             | -                          | فرنسا    | -           | 24 /10/2007                      |
| محمود الغفري      | مدرس             | دكتوراه في العلوم الفيزيائية            | -الذرة والأطياف            | فرنسا    | 1983        | 27/7/1992                        |
| أحمد اليحيى       | مدرس             | دكتوراه في العلوم الفيزيائية            | -فيزياء عوازل وأنصاف نواقل | لينغراد  | 1991        | 30/12/1992                       |
| عنايات الزين      | مدرس             | دكتوراه في العلوم الفيزيائية-           | الجسم الصلب                | جورجيا   | 1993        | 4/4/1993                         |
| إياد مدور         | مدرس             | دكتوراه في العلوم الفيزيائية-           | أنصاف نواقل مولدة لليزر    | لينغراد  | 1993        | 3/10/1993                        |
| حسيبة خير بك      | مدرس             | دكتوراه في العلوم الفيزيائية            | -فيزياء نظرية              | اوكرانيا | 1994        | 19/9/1996                        |
| عبد العزيز الزغبي | مدرس             | دكتوراه في العلوم الفيزيائية-           | فيزياء الجسم الصلب         | روسيا    | 1995        | 23/11/1996                       |
| نعمان الصباغ      | مدرس             | دكتوراه في العلوم الفيزيائية            | -فيزياء الجسم الصلب        | ألمانيا  | 2000        | 1/6/2004                         |
| مصطفى صائم الدهر  | مدرس             | دكتوراه في العلوم الفيزيائية            | - الكتروديناميك            | أمريكا   | 2001        | 21/11/2002                       |
| معن سليم          | مدرس             | دكتوراه في العلوم الفيزيائية-           | الناقلية الفائقة           | بريطانيا | 2002        | 27/12/2004                       |
| حمود عرابي        | مدرس             | دكتوراه في فيزياء الغلاف الجوي          | -                          | فرنسا    | 2002        | 2003                             |
| يوسف أبو علي      | مدرس             | دكتوراه في فيزياء البلازما التجريبية    | -                          | بريطانيا | 2004        | 9/8/2005                         |
| فادي قمر          | مدرس             | دكتوراه في تكنولوجيا الليزر             | -                          | بريطانيا | 2005        | 28/3/2006                        |

### أعضاء الهيئة التدريسية في قسم الرياضيات
| الاسم والنسبة       | المرتبة الجامعية | الشهادة العلمية                        | الاختصاص العام والدقيق         | مصدرها          | تاريخ نيلها | تاريخ التعيين في المرتبة الحالية |
| ------------------- | ---------------- | -------------------------------------- | ------------------------------ | --------------- | ----------- | -------------------------------- |
| عبد الواحد أبو حمده | أستاذ            | دكتوراه في الجبر                       | - نظرية الزمر                  | روسيا           | 1973        | 16/7/1983                        |
| محمد بشير قابيل     | أستاذ            | دكتوراه في التبولوجيا والتحليل التابعي | -                              | فرنسا           | 1978        | 21/4/1994                        |
| محمد صبح            | أستاذ            | دكتوراه في التحليل العددي              | –الحلول المثلى والتقريبات      | أذربيجان        | 1985        | 4/3/1996                         |
| خالد خنيفس          | أستاذ            | دكتوراه في المعلوماتية                 | -                              | ألمانيا         | 1989        | 19/4/2000                        |
| مناف الحمد          | أستاذ مساعد      | دكتوراه في المعادلات التفاضلية         | -مسائل القيم الحدية            | طشقند           | 1992        | 8/8/1998                         |
| يوسف الوادي         | أستاذ مساعد      | دكتوراه في الجبر                       | هندسةجبرية                     | ألمانيا         | 1990        | 24/12/2000                       |
| حمزة حاكمي          | أستاذ مساعد      | دكتوراه في الجبر-                      | نظرية الحلقات                  | روسيا           | 1995        | 3/3/2004                         |
| ايلي قدسي           | أستاذ مساعد      | دكتوراه في الجبر                       | - جبر بول                      | فرنسا           | 1991        | 23/9/2004                        |
| محمد الشيخ          | أستاذ مساعد      | دكتوراه في التحليل الرياضي             | -هندسة تفاضلية                 | فرنسا           | 1995        | 8/11/2005                        |
| فرحان إسماعيل       | أستاذ مساعد      | دكتوراه في الجبر                       | -                              | فرنسا           | 1995        | 16/11/2005                       |
| خليل يحيى           | أستاذ مساعد      | دكتوراه في التحليل الرياضي             | -مبرهنات حول الاستيفاء         | أذربيجان        | 1994        | 26/2/2006                        |
| جمال مللي           | أستاذ مساعد      | دكتوراه في التحليل التابعي             | -                              | ألمانيا         | 1990        | 11/10/2006                       |
| محمد جمال اللبن     | أستاذ مساعد      | دكتوراه في المعلوماتية (انفورماتيك)    | - مصنفات اللغات                | بولونيا         | 1991        | 0/5/2007                         |
| جبران جبران         | مدرس             | دكتواره في المعلوماتية (انفورماتيك)    | - سبرنتيك رياضية               | روسيا           | 1992        | 13/9/1994                        |
| عبد اللطيف هنانو    | مدرس             | دكتوراه في الجبر -                     | نظرية الزمر                    | روسيا           | 1995        | 29/10/1996                       |
| صفوان زيزون         | مدرس             | دكتوراه في التحليل                     | - معادلات تفاضلية              | روسيا           | 1994        | 2/3/1996                         |
| يحيى قطيش           | مدرس             | دكتوراه في التحليل الرياضي-            | نظرية الأعداد                  | ألمانيا         | 1995        | 2/12/1997                        |
| محمد عبد الله عساف  | مدرس             | دكتوراه في التحليل التابعي             | - معادلات تفاضلية              | ألمانيا         | 1989        | 12/7/2000                        |
| محمود باكير         | مدرس             | دكتوراه في التحليل التابعي             | - تحليل تابعي                  | دمشق            | 2000        | 9/12/2000                        |
| برلنت مطيط          | مدرسة            | دكتوراه في التحليل العددي              | ـ معادلات تفاضلية جزيئية       | مصر             | 2003        | 2/3/2004                         |
| غادة جوجة           | مدرسة            | تحليل رياضي                            | - تحليل تابعي                  | حلب             | 2005        | 10/8/2006                        |
| ميسم جديد           | مدرسة            | النمذجة الرياضية                       | -الطرق العددية ومجمعات البرامج | روسيا الاتحادية | 2003        | 14/10/2006                       |
| سمير جعفر           | مدرس             | معلوماتية-                             | تصميم نظم التشغيل              | فرنسا           | -           | 2006                             |
| ريما القمحة         | مدرسة            | تحليل نظم                              | -                              | أمريكا          | -           | -                                |
| يحيى موعد           | مدرس             | -                                      | -                              | -               | -           | -                                |
| محمد جاسم المحمد    | مدرس             | تحليل نظم وبرمجة                       | -                              | أمريكا          | -           | -                                |

### أعضاء الهيئة التدريسية في قسم الإحصاء الرياضي
| الاسم والنسبة | المرتبة الجامعية | الشهادة العلمية                | الاختصاص العام والدقيق        | مصدرها  | تاريخ نيلها | تاريخ التعيين في المرتبة الحالية |
| ------------- | ---------------- | ------------------------------ | ----------------------------- | ------- | ----------- | -------------------------------- |
| عدنان عموره   | أستاذ مساعد      | دكتوراه في الإحصاء الرياضي     | (تحليل المعطيات)              | فرنسا   | 1988        | 27/6/1994                        |
| حسان عاقل     | أستاذ مساعد      | دكتوراه في الإحصاء الرياضي     | (مقدرات بايز)                 | ألمانيا | 1989        | 12/2/1996                        |
| عزات قاسم     | أستاذ مساعد      | دكتوراه في الإحصاء الرياضي     | (احتمالات العمليات العشوائية) | بولونيا | 1990        | 25/7/1996                        |
| بشير غرة      | أستاذ مساعد      | دكتوراه في الإحصاء الرياضي     | (اختبار الفرضيات الوسيطية)    | ألمانيا | 1990        | 12/12/1990                       |
| منير الشحف    | مدرس             | دكتوراه في الإحصاء الرياضي     | (نظرية التقدير)               | كييف    | 1992        | 10/12/1994                       |
| ريم الخش      | مدرس             | نظرية الأحتملات                | (الطوريات) العشوائية          | فرنسا   | 1999        | 23/10/2001                       |
| د. أحمد يونسو | معيد             | دكتوراة في الإحصاء غير الوسيطي | -                             | فرنسا   | -           | 2007                             |

### أعضاء الهيئة التدريسية في قسم الجيولوجيا
| الاسم والنسبة       | المرتبة الجامعية      | الشهادة العلمية                          | الاختصاص العام والدقيق                                            | مصدرها   | تاريخ نيلها | تاريخ التعيين في المرتبة الحالية |
| ------------------- | --------------------- | ---------------------------------------- | ----------------------------------------------------------------- | -------- | ----------- | -------------------------------- |
| واثق رسول آغا       | أستاذ                 | دكتوراه في الجيولوجيا والمنرالوجيا،      | هيدروجيوفيزياء، استخدام الطرائق الجيوفيزيائية في الدراسات المائية | روسيا    | 1973        | 27/12/1983                       |
| كمال محي الدين حسين | أستاذ                 | دكتوراه في المنرالوجيا                   | طبقية، مستحاثات مجهرية نباتية                                     | روسيا    | 1973        | 30/11/1985                       |
| أحمد خالد المالح    | أستاذ                 | دكتوراه في العلوم الطبيعية،              | جيولوجيا رسوبية ونفطية                                            | فرنسا    | 1976        | 25/5/1987                        |
| جمال أبو ديب        | أستاذ                 | دكتوراه في الجيوفيزيا،                   | مغنطيسية قديمة                                                    | بريطانيا | 1976        | 26/8/1987                        |
| أحمد بلال           | أستاذ                 | دكتوراه في العلوم الطبيعية،              | تكتونيك بترولوجيا، ميكروتكتونيك وبترولوجيا الصخور النارية         | فرنسا    | 1978        | 27/6/1988                        |
| محمد أنور محفوظ     | أستاذ                 | دكتوراه في الجيولوجيا والمنرالوجيا،      | جيولوجيا هندسية – ماجستر في الجيوكيمياء                           | روسيا    | 1975        | 6/3/1993                         |
| سليمان رماح         | أستاذ                 | دكتوراه في الجيولوجيا والمنرالوجيا،      | جيوفيزياء، قياسات جيوفزيائية بئرية                                | روسيا    | 1982        | 16/2/1994                        |
| رامز ناصر           | أستاذ                 | دكتوراه في الجيولوجيا والمنرالوجيا،      | جيوفيزياء، الطرائق السيسمية في التنقيب                            | روسيا    | 1979        | 3/8/1997                         |
| ياسر المحمد         | أستاذ                 | دكتوراه في الهيدروجيولوجيا،              | خصائص البحوث الهيدرولوجية في أنظمة الري                           | بلغاريا  | 1987        | _                                |
| نديم أحمد           | أستاذ                 | دكتوراه في العلوم التقنية،               | جيوفيزياء، الطرائق السيسمية في التنقيب                            | روسيا    | 1981        | 16/6/1999                        |
| عبد الناصر دركل     | أستاذ                 | دكتوراه في العلوم الطبيعية،              | تكتونيك، تحليل بنيوي تكتوني للكسور الأرضية                        | ألمانيا  | 1989        | 4/5/2004                         |
| محمد القاضي         | أستاذ                 | دكتوراه في العلوم الجيولوجية،            | جيولوجيا النفط (الصخور الخازنة)                                   | فرنسا    | 1982        | 28/8/2004                        |
| بشار ريشة           | أستاذ مساعد           | دكتوراه في الجيولوجيا والمنرالوجيا،      | حل المسائل الهيدرولوجية هيدروجيولوجيا،                            | روسيا    | 1984        | 27/11/1991                       |
| رغدان المؤيد العظم  | أستاذ مساعد           | دكتوراه في الجيوفيزياء،                  | الطريقة الجاذبية                                                  | بريطانيا | 1986        | 23/8/1992                        |
| عصام جبور           | أستاذ مساعد           | دكتوراه فلسفة بالجيولوجيا والمعادن       | الطرائق السيزمية في التنقيب                                       | روسيا    | 1986        | 23/12/1992                       |
| نهاد بهوي           | أستاذ مساعد           | دكتوراه في الجيوولوجيا،                  | جيولوجيا هندسية، جيوتكنيك                                         | رومانيا  | 1983        | 24/5/1993                        |
| كايد معلولة         | أستاذ مساعد           | دكتوراه في العلوم الطبيعية،              | باليونتولوجيا، مستحاثات مجهرية                                    | فرنسا    | 1987        | 9/7/1994                         |
| محسن سعيد           | أستاذ مساعد           | دكتوراه في العلوم الطبيعية،              | جيوفيزياء، طرائق المقاومة الكهربائية والاستقطاب التحريضي          | ألمانيا  | 1990        | 6/4/1999                         |
| رياض طيفور          | أستاذ مساعد           | دكتوراه في العلوم الطبيعية،              | جيوفيزياء، برمجة الحاسب اللإلكتروني                               | ألمانيا  | 1990        | 7/4/1999                         |
| نضال شقير           | أستاذ مساعد           | دكتوراه في العلوم التقنية،               | جيوفيزياء، الطرائق السيسمية الجيوهندسية                           | روسيا    | 1991        | 30/9/1999                        |
| معتصم القادري       | أستاذ مساعد           | دكتوراه في الجيولوجيا والمنرالوجيا،      | جيوفيزياء، طرائق التنقيب الجيوكهربائي عن المياة الجوفية           | طشقند    | 1991        | 14/12/2000                       |
| محمد داود           | أستاذ مساعد           | دكتوراه في الجيوفيزياء،                  | علم الزلازل، (سيسمولوجيا)                                         | بولونيا  | 1991        | 4/5/2004                         |
| عامر غبرة           | أستاذ مساعد ورئيس قسم | دكتوراه في الجيولوجيا والمنرالوجيا،      | جيوكيمياء النفط، جولوجيا البحث والتنقيب عن مكامن النفط والغاز     | روسيا    | 1986        | 30/8/2004                        |
| مروان الشرع         | أستاذ مساعد           | دكتوراه في الجيولوجيا الاقتصادية،        | ميتالوجيا                                                         | فرنسا    | 1986        | 27/12/2006                       |
| سليم حميد           | أستاذ مساعد           | دكتوراه في الهيدروجيولوجيا،              | ميكانيكية الرشح في النطاق غير المشبع                              | فرنسا    | 1988        | 26/1/1989                        |
| تميم شقرا           | مدرس                  | دكتوراه في العلوم الطبيعية، علم الفلزات، | دراسة البلورات بالأشعة السينية                                    | ألمانيا  | 1981        | 7/8/1991                         |
| زياد سلوم           | مدرس                  | دكتوراه في العلوم الطبيعية، جيوفيزياء،   | الطرائق الكهراطيسية في التنقيب                                    | ألمانيا  | 1989        | 7/8/1991                         |
| رفيق جبر            | مدرس                  | دكتوراه في الجيوفيزياء،                  | معالجة المعطيات السيسمية                                          | بولونيا  | 1992        | 11/1/1992                        |
| إبراهيم أسعد        | مدرس                  | دكتوراه في العلوم الطبيعية،              | تحليل البنى الجيوتكتونية                                          | ألمانيا  | 1989        | 5/7/1992                         |
| فيروز المهنا        | مدرس                  | دكتوراه في الجيولوجية والمنرالوجيا،      | علم الصخور، بترولوجيا الصخور النارية                              | روسيا    | 1991        | 31/8/1992                        |
| جريس شاهين          | مدرس                  | دكتوراه في الجيولوجيا والمنرالوجيا،      | جيولوجيا اقتصادية، التركيب البتروغرافي                            | روسيا    | 1991        | 24/10/1992                       |
| سعود المحمد         | مدرس                  | دكتوراه في الجيولوجيا والمنرالوجيا،      | تطبيقات الاستشعار عن بعد                                          | روسيا    | 1991        | 28/2/1993                        |
| إبراهيم الحمد       | مدرس                  | دكتوراه في الجيوفيزياء،                  | تفسير القياسات الجيوفيزيائية البئرية                              | روسيا    | 1992        | 19/8/1993                        |
| إياد الغريب         | مدرس                  | دكتوراه في الجيوكيمياء،                  | جيوكيمياء النظائر                                                 | فرنسا    | 1992        | 24/11/1993                       |
| علي العجي           | مدرس                  | دكتوراه في الجيولوجيا والمنرالوجيا،      | جيوفيزياء، قياسات جيوفيزيائية بئرية                               | روسيا    | 1991        | 1/9/1994                         |
| نضال جوني           | مدرس                  | دكتوراه في الجيولوجيا والمنرالوجيا،      | جيوفيزياء، معالجة المعطيات السيسمية                               | روسيا    | 1992        | 15/4/1995                        |

### أعضاء الهيئة التدريسية في قسم البيولوجيا النباتية
| الاسم والنسبة   | المرتبة الجامعية | الشهادة العلمية                   | ! الاختصاص العام والدقيق               | مصدرها  | تاريخ نيلها | تاريخ التعيين في المرتبة الحالية |
| --------------- | ---------------- | --------------------------------- | -------------------------------------- | ------- | ----------- | -------------------------------- |
| ابتسام حمد      | أستاذ            | دكتوراه في الميكروبيولوجيا        | (ميكروبيولوجيا التربة)                 | فرنسا   | 1976        | 30/8/1989                        |
| محمد عامر       | أستاذ            | دكتوراه دولة في العلوم            | (التشكل النباتي)                       | فرنسا   | 1977        | 21/10/1992                       |
| محمد غسان سلوم  | أستاذ            | دكتوراه في فيزيولوجيا النبات      | (فيزيولوجيا النمو النباتي والبيئة)     | روسيا   | 1974        | 10/7/1994                        |
| محمد سليمان     | أستاذ            | دكتوراه في بيولوجيا النبات        | (الوراثة النباتية [الإنجليزية])        | روسيا   | 1986        | 24/2/2001                        |
| عدنان علي نظام  | استاذ            | دكتوراه في الميكروبيولوجيا        | (ميكروبيولوجيا المياه)                 | روسيا   | 1992        | 2/12/2004                        |
| كمال الأشقر     | أستاذ مساعد      | دكتوراه في البيولوجيا النباتية    | (الفطريات الجذرية)                     | فرنسا   | 1988        | 29/8/1995                        |
| سليم زيد        | أستاذ مساعد      | دكتوراه في تشكل النبات            | (زراعة الأنسجة النباتية)               | ألمانيا | 1989        | 9/3/1999                         |
| بسام الأعرج     | أستاذ مساعد      | دكتوراه في بيولوجيا النبات        | (تصنيف البربويات)                      | ألمانيا | 1991        | 4/11/1999                        |
| سهيل نادر       | أستاذ مساعد      | دكتوراه بيئة نباتية               | (المجتمعات والنظم البيئية)             | فرنسا   | 1990        | 19/8/2000                        |
| هيفاء قاسم      | أستاذ مساعد      | دكتوراه في بيولوجيا النبات        | (علم الخلية النباتية)                  | ألمانيا | 1991        | 8/11/2001                        |
| فائزة الأطرش    | استاذ مساعد      | دكتوراه إنتاج نباتي               | أحياء دقيقة تطبيقية (الفطريات الجذرية) | إسبانيا | 1989        | 15/2/1990                        |
| جورجيت بابوجيان | مدرس             | دكتوراه في تصنيف النباتات الراقية | _                                      | ألمانيا | 1989        | 26/10/1991                       |
| عماد القاضي     | مدرس             | دكتوراه في بيولوجيا النبات        | (تصنيف نباتي كيميائي حيوي)             | فرنسا   | 1993        | 30/4/1995                        |
| علاء جبور       | مدرس             | دكتوراه في فيزيولوجيا النبات      | (نباتات جفافية)                        | هنغاريا | 1996        | 17/3/1997                        |

### أعضاء الهيئة التدريسية في قسم البيولوجيا الحيوانية
| الاسم والنسبة     | المرتبة الجامعية | الشهادة العلمية                 | الاختصاص العام والدقيق                      | مصدرها  | تاريخ نيلها | تاريخ التعيين في المرتبة الحالية |
| ----------------- | ---------------- | ------------------------------- | ------------------------------------------- | ------- | ----------- | -------------------------------- |
| محمد النعمة       | أستاذ            | دكتوراه بيولوجية بحرية          | (تصنيف وبيئة الديدان الخيطية)               | فرنسا   | 1977        | 22/7/1987                        |
| محمد ماهر قباقيبي | أستاذ            | دكتوراه بعلم البيئة             | (البيئة الحيوانية البرية)                   | فرنسا   | 1989        | 5/7/1999                         |
| سمر النحاس        | أستاذ            | دكتوراه بعلم الطفيليات          | (ديدان)                                     | فرنسا   | 1988        | 22/11/2000                       |
| عصام قاسم         | أستاذ            | دكتوراه علم وراثة               | (وراثة الجماعات الجزيئية)                   | فرنسا   | 1987        | 25/2/2001                        |
| محمد عثمان        | أستاذ            | دكتوراه بعلم الجنين             | (بيولوجيا التناحي الحيواني والتمايز الخلوي) | فرنسا   | 1980        | 12/12/2002                       |
| حسن ناصر الدين    | أستاذ            | دكتوراه في علم الجنين           | _                                           | روسيا   | _           | _                                |
| جرجس ديب          | أستاذ            | دكتوراه فيزيولوجيا حيوانية      | (فيزيولوجيا الوسط الحيواني)                 | روسيا   | 1990        | 18/10/2004                       |
| مصطفى بصل         | أستاذ            | دكتوراه فيزيولوجية حيوانية      | (فيزيولوجية عصبية)                          | فرنسا   | 1979        | _                                |
| بشير الزالق       | أستاذ مساعد      | دكتوراه تشريح مقارن             | (مستقبلات ضوئية عند الفقاريات)              | فرنسا   | 1984        | 17/2/1990                        |
| لينا زهر الدين    | أستاذ مساعد      | دكتوراه بيئة تصنيف الثدييات     | (القوارض)                                   | ألمانيا | 1989        | 18/7/1995                        |
| منيف غريب         | أستاذ مساعد      | دكتوراه علم الحشرات             | (بيئة وتصنيف الحشرات)                       | روسيا   | 1989        | 30/5/1996                        |
| أميرة أومري       | أستاذ مساعد      | دكتوراه علم أجنة وعلم نسج حية   | _                                           | روسيا   | 1987        | 26/6/2000                        |
| محمود قويدر       | أستاذ مساعد      | دكتوراه علم المناعة             | (المناعة الطفيلية للشمانيا)                 | فرنسا   | 1990        | 9/10/2000                        |
| سحر الخطيب        | أستاذ مساعد      | دكتوراه عوالق حيوانية           | (بيئة تصنيف العوالق الحيوانية)              | ألمانيا | 1989        | 19/6/2001                        |
| منى حيدر          | أستاذ مساعد      | دكتوراه وحيدات الخلية           | (هدبيات حرة في البحيرات)                    | ملدافيا | 1992        | 25/8/2002                        |
| منى الزين         | مدرس             | دكتوراه فيزيولوجيا حيوانية      | (علم الغدد الصم)                            | فرنسا   | 1986        | 13/12/1989                       |
| رائدة جاويش       | مدرس             | دكتوراه علم الحيوان تصنيف وبيئة | (الطيور)                                    | روسيا   | 1992        | 12/10/1993                       |
| هدى الظواهرة      | مدرس             | دكتوراه علم الحيوان تصنيف وبيئة | (الزواحف)                                   | روسيا   | 1992        | 2/11/1993                        |
| أمل العبد الله    | مدرس             | دكتوراه علم الخلية              | (بيولوجيا خلوية وجزيئية)                    | روسيا   | 1992        | 21/12/1993                       |
| سعاد العقلة       | مدرس             | دكتوراه في علم المناعة          | (علم الأدوية)                               | فرنسا   | 1999        | 12/9/2000                        |

## الدراسات العليا
الدراسات العليا بدأت في كلية العلوم بمستوى دبلوم الدراسات العليا وتطورت في معظم الأقسام إلى مرحلة الماجستير وإلى الدكتوراه في البعض منها. ويوجد في كلية العلوم في الوقت الحاضر إحدى عشر ماجستيرًا:
- ثلاثة منها في قسم الرياضيات
- اثنان في قسم الفيزياء
- واحد في قسم الإحصاء الرياضي
- واحد في قسم الكيمياء
- واحد في قسم البيولوجيا الحيوانية
- اثنان في قسم البيولوجيا النباتية
- ثلاثة في قسم الجيولوجيا